# Гердт, Владимир Петрович
Владимир Петрович Гердт (21 января 1947, Энгельс — 5 января 2021, Дубна) — советский, российский математик. Возглавлял группу алгебраических и квантовых вычислений Объединенного института ядерных исследований (ОИЯИ). Доктор физико-математических наук, профессор Государственного университета Дубна.

## Биография
Окончил Саратовский государственный университет в 1970 году по специальности теоретическая физика. Он также учился в аспирантуре по теоретической физике Московского государственного университета им. М. В. Ломоносова (1969—1971). Кандидат (1976), доктор физико-математических наук (1992).
После получения степени магистра наук. работал инженером-программистом (1971—1975) и младшим научным сотрудником (1975—1977) в Отделе радиационной безопасности ОИЯИ, разрабатывая программное обеспечение для нейтронной спектроскопии. В 1977 г. он перешел в Лабораторию вычислительной техники и автоматизации ОИЯИ, переименованную в 2000 г. в Лабораторию информационных технологий, для проведения исследований в области компьютерной алгебры. Работал научным сотрудником (1977—1980) и старшим научным сотрудником (1980—1983), а с 1983 г. — руководителем исследовательской группы по компьютерной алгебре, в н. в. «Группа алгебраических и квантовых вычислений».
Профессор Государственного университета Дубна. Был членом редколлегии англ. Journal of Symbolic Computation, ведущего международного журнала в области символьных и алгебраических вычислений, с момента его основания в 1985 году. В 1997 году он стал соучредителем ежегодной международной конференции «Компьютерная алгебра в научных вычислениях» вместе с Эрнстом В. Майром и с того времени был председателем этой конференции.

## Научные интересы
Исследовательские интересы Гердта были сосредоточены в компьютерной алгебре, символьных и алгебраических вычислениях, алгебраическом и численном анализе нелинейных дифференциальных уравнений, полиномиальных уравнений, приложениях к математике и физике и квантовых вычислениях.  Разработал ряд оригинальных алгоритмов и пакетов программ для исследования дифференциальных уравнений, а также для преобразования полиномиальных и дифференциальных систем в каноническую инволютивную форму, что облегчает их анализ и построение решений. В случае полиномиальных, дифференциальных и разностных систем их инволютивной формой является базис Грёбнера.

## Избранные работы
- Gerdt, Vladimir P.; Blinkov, Yuri A. (1998). Involutive bases of polynomial ideals. Mathematics and Computers in Simulation. 45 (5): 519–541. arXiv:math/9912027. doi:10.1016/s0378-4754(97)00127-4. S2CID 10243294.
- Gerdt, Vladimir P. Involutive algorithms for computing Gröbner bases. Computational Commutative and Non-Commutative Algebraic Geometry, Amsterdam, IOS Press, 2005.
- Gerdt, Vladimir P.; Blinkov, Yuri A.; Yanovich, Denis A. (2001). Construction of Janet Bases I. Monomial Bases. Computer Algebra in Scientific Computing CASC 2001: 233–247. doi:10.1007/978-3-642-56666-0_18.
- Гердт Владимир П., Жарков Алексей Ю. «Решение уравнений Чу-Лоу в квадратичном приближении», Теор. Мат. физ., 52, 3, 1982, 384—392
- Гердт, Владимир П., Жарков А. Ю. Кубическая аппроксимация и локальные ограничения на функциональный произвол в общем решении уравнений Чу-Лоу // Теор. Мат. физ., 55, 3, 1983, 469—474.
- Адронная поляризация вакуума и проверка квантовой электродинамики при низких энергиях / В. П. Гердт, А. Каримходжаев, Р. Н. Фаустов. — Дубна : ОИЯИ, 1978. — 16 с. : ил.; 22 см. — (Издания / Сообщения Объед. ин-та ядер. исслед.; Р2-11308).